# オノマトペル
オノマトペルとは、横沢ローラと工藤拓人からなる日本の音楽ユニットである。

## メンバー
横沢ローラ（よこざわ ローラ）
- ボーカル・作詞・作曲

工藤拓人（くどう たくと）
- ピアノ・作詞・作曲・編曲

## 概要
2018年に結成。リズム、言葉遊びや、宮沢賢治をはじめ寓話的な物語を取り入れた詞の世界観と、クラシック印象派やジャズ、ポップスも融合した摩訶不思議でクセのある音楽を作る。

## 略歴
2017年
ジャズコンサートの演奏メンバーとして共演した工藤拓人と横沢ローラが2018年にユニットを結成。
クラシックやジャズの素養を持ち合わせた工藤拓人の楽曲に、宮沢賢治や絵本、民話などに親しんできた横沢ローラの歌詞をあわせていくスタイルで、日本各地のさまざまな物語をベースに、作詞・作曲、ライブを構成する。
2018年
1作目は徳島の阿波踊りから生まれたという楽曲「百鬼夜行」のミュージックビデオは徳島で撮影し、徳島のVR・4K映画祭にて放映される。
1枚目のアルバム「ツベラコベラ物語」を配信、CDリリース。
2019年
全国リリースツアーを行う。
2020年
3曲の先行配信リリースを行う。12月23日、2枚目のアルバム「並行世界切符」をリリース。同日に渋谷区文化総合センター大和田・伝承ホールにてリリースコンサート「並行世界への旅〜オノマトペルと不思議の風たち〜」を行う。
2021年
アイルランドのベストセラー絵本「Where Are You, Puffling?」（作：Erika McGann, 原作：Sean Daly, 絵：Gerry Daly, 訳：寺田 伸一, 出版：鳥影社）の日本語版「パフィンちゃんどこにいるの？」出版の際にテーマソングを提供。配信リリースとして、わたしのアドベンチャー 〜絵本「パフィンちゃんどこにいるの？」テーマソング〜(日本語Ver.)-ほか2曲をリリース。
2022年
しなの追分節発祥の地として知られる、長野県信濃追分にある、「文化磁場油や（旧油屋旅館）」とのコラボレーション作品「月と花との追分で」を製作、リリース。軽井沢、しなの追分ゆかりの文豪たちの作品から着想を得た作品「時の遡行回廊 - Time Passage - 」をリリース。ジャケットのアートワークは美術家のナカムラジンが手がける。
9月に「文化磁場油や（旧油屋旅館）」にてリリースコンサート「絵とお話と音楽の美術展」を行う。全国各地の古民家やレトロ建築にてツアーを行う。
12月17日、18日に12組のアーティストとフェス形式のイベント「SHIBUYA赤鼻祭」を主催。
2023年
「ありをりはべりいまそかり」（ミュージックビデオはタナカキョウ）ほか2曲を配信リリース。
7月の七夕時期に、イベント「TOKYO天の川」を実施。Hei Tanakaと共演する。

## ディスコグラフィー

### アルバム
|     | リリース日     | タイトル         | 収録曲 |
| --- | -------------- | ---------------- | --- |
| 1st | 2018年9月26日  | ツベラコベラ物語 | 1. Clock To You 2. 君への道しるべ 3. 記憶に灯るあかり 4. 百鬼夜行 5. 蛍の川                                                                  |
| 2nd | 2020年12月23日 | 並行世界切符     | 1. どんぐり山の天下 2. ひとときの永遠 3. 哲学の旅 4. 君と僕の答え 5. 笠なし笠地蔵 6. 水は 7. SUPER CAT 〜化けない猫はただの猫〜 8. Flip Flop |
| 3rd | 2023年1月      | 時の遡行回廊     | 1. 月と花との追分で 2. 夢みたものは - 立原道造に寄せて - 3. 風立ちぬ - 堀辰雄に寄せて - 4. ひこうき雲 (cover)                                |

### シングル
|      | リリース年 | タイトル                                                                                 |
| ---- | ---------- | ---------------------------------------------------------------------------------------- |
| 1st  | 2018年     | 百鬼夜行                                                                                 |
| 2nd  | 2020年     | 不可逆な融合体                                                                           |
| 3rd  | 2020年     | どんぐり山の天下                                                                         |
| 4th  | 2020年     | 君と僕の答え                                                                             |
| 5th  | 2021年     | わたしのアドベンチャー 〜絵本「パフィンちゃんどこにいるの？」テーマソング〜(日本語Ver.)- |
| 6th  | 2021年     | "Believe In Your Adventure"Theme Song of"Where Are You Puffing?"(English Ver.)           |
| 7th  | 2021年     | パフィンのえかきうた〜ペンギンじゃない〜                                                 |
| 8th  | 2022年     | 百鬼夜行-再来-                                                                           |
| 9th  | 2022年     | 月と花との追分で                                                                         |
| 10th | 2022年     | 赤鼻さん                                                                                 |
| 11th | 2022年     | Akahana U-KEY Red Stripe Remix                                                           |
| 12th | 2023年     | ありをりはべりいまそかり                                                                 |
| 13th | 2023年     | TOKYO天の川                                                                              |
| 14th | 2023年     | かくれんぼ                                                                               |

### DVD
| リリース年 | タイトル                                    |
| ---------- | ------------------------------------------- |
| 2021年     | 並行世界切符 〜オノマトペルと不思議の風たち |

## 動画

### ミュージックビデオ
- 百鬼夜行 by onomatopel (Full version) - The Night Parade of a Hundred Demon 2018/5/26
- 不可逆な融合体 - Irregistable Fusant - by onomatopel 2020/9/10
- 「月と花との追分で」しなの追分馬子唄 by オノマトペル 2023/1/18
- 「ありをりはべりいまそかり by オノマトペル 2023/3/15
- "TOKYO天の川" by onomatopel (Music Video) 2023/10/9

### ライブ動画
- TOKYO天の川2024 Special Session (オノマトペル・コトリンゴ ・ikanimo)ライブ映像 　2025/1/16
- 【LIVE】百鬼夜行 - The Night Parade of a Hundred Demon" by onomatopel  2025/3/1